# Kailashpur
Kailashpur è una suddivisione dell'India, classificata come census town, di 9.724 abitanti, situata nel distretto di Saharanpur, nello stato federato dell'Uttar Pradesh. 